# Grete Paia

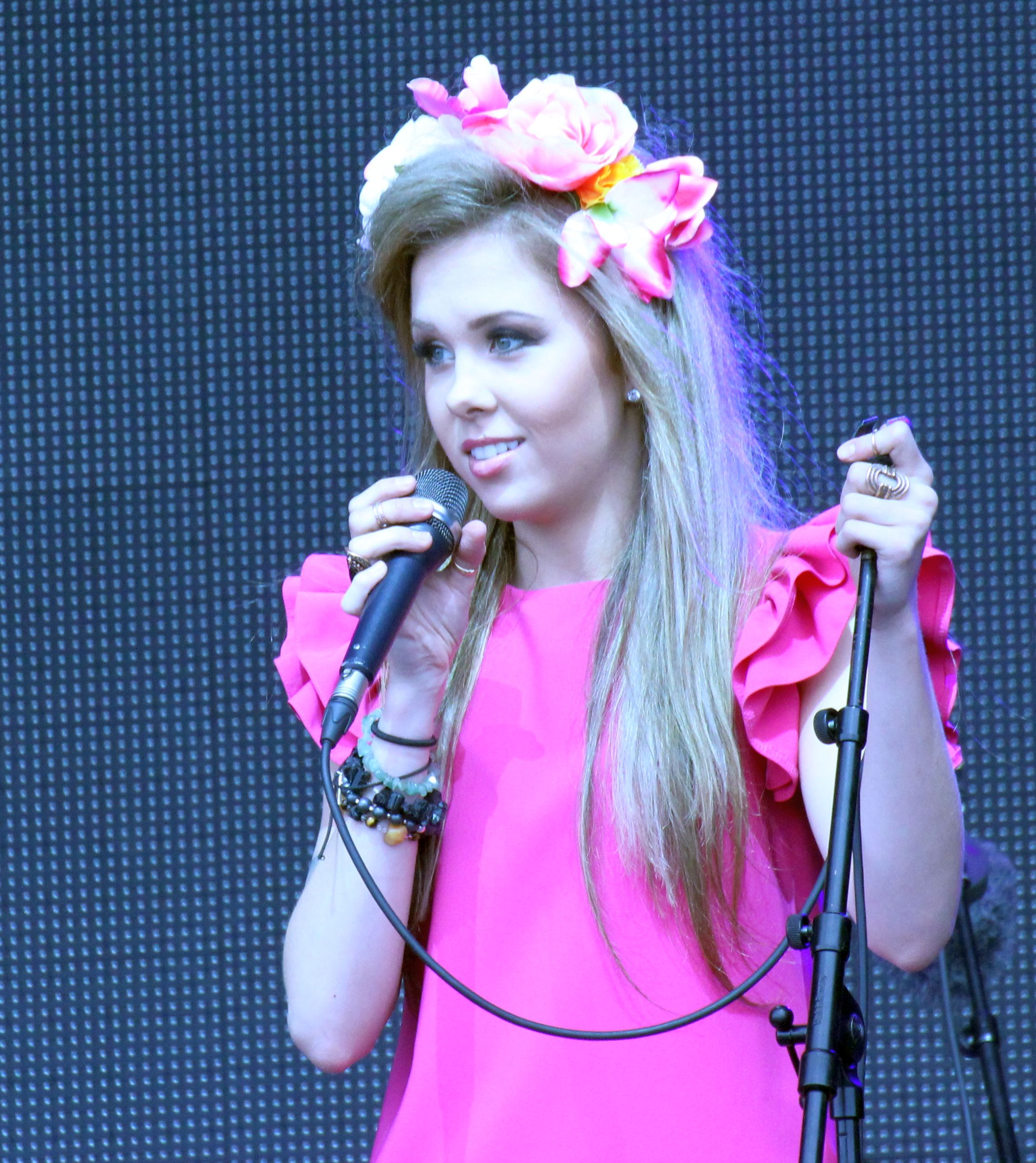
Grete Paia (2016)

Grete Paia (* 27. August 1995 in Kuressaare) ist eine estnische Sängerin.

## Leben und Karriere
Grete Paia wurde auf der Insel Saaremaa geboren, wo sie das Kuressaare Gümnaasium besuchte. Mit 13 Jahren begann sie Lieder zu schreiben. Im Alter von 14 Jahren schrieb sie den Song I'm over You/Lõpp sellel lool, der drei Wochen die Charts des Radiosenders Radio Elmar anführte. Mit ihrer Band Paia gewann sie den Nachwuchswettbewerb Superbänd 2011. 2012 wurde sie von der estnischen Plattenfirma Moonwalk Records unter Vertrag genommen. 2013 veröffentlichte sie die EP Armageddon. Im Folgejahr nahm sie mit 17 Jahren am Eesti Laul 2013 teil, dem estnischen Vorentscheid zum Eurovision Song Contest 2013. Sie bekam im ersten Halbfinale für ihr von Sven Lõhmus geschriebenes Lied Päästke noored hinged die meisten Anrufe, wurde aufgrund einer schwachen Jurywertung allerdings nur Dritte, was aber reichte, um ins Finale einzuziehen. Dort erreichte sie mit großem Abstand erneut die meisten Zuschauerstimmen, erreichte aber wiederum nur Platz fünf von zehn. Sie konnte ins Superfinale einziehen und erreichte dort 48,89 % der Stimmen hinter Birgit Õigemeel. Im Jahr 2013 war sie die meistgehörte estnische Musikerin auf YouTube. Beim Eesti Laul 2016 wagte sie einen zweiten Anlauf für den Eurovision Song Contest 2016, wo sie mit ihrem erneut von Sven Lõhmus komponierten und getexteten Lied Stories Untold (estnisch Rääkimata lood) antrat. Das zweite Halbfinale fand am 20. Februar statt. Sie erreichte das Finale und endete am 5. März auf Platz acht. Beim Eesti Laul 2019 trat sie ein drittes Mal an. Mit dem Lied Kur isegi kaotan schied sie jedoch bereits im zweiten Halbfinale am 2. Februar aus.

## Diskografie
- 2013: Armageddon (EP)
  - Armageddon
  - Päästke noored hinged
  - San Sebastiano
  - Falling
  - Lõpp sellel lool
- 2015: Püüame droone
- 2016: Rääkimata lood
- 2017: Öö meid saadab veel
- 2017: Wasted Youth
- 2019: Kur isegi kaotan
- 2019: Kinni mind püüda saa
- 2020: Maru
- 2020: Majakene mere ääres
- 2020: Johnny Bravo
- 2021: Manna